# 周立波故居
周立波故居（しゅうりつはこきょ、拼音:Zhōu Lìbō gùjū）は、中国の作家、周立波の生家である。湖南省益陽市赫山区謝林港鎮清渓村に位置する。敷地面積は1510m2。建築面積は790m2。土木構造。部屋が全部で28部屋ある。

## 歴史
清の乾隆53年（1788年）、故居建立。
1908年8月9日、周立波はこの地で誕生した。1924年、進学のために家を出る。1955年から1965年まで、周立波は故居で農村を題材にした『山郷巨変』などの長、短編を書いた。1997年、益陽市人民政府は故居を市級文物保護単位に認定。2002年、湖南省人民政府は故居を省級文物保護単位に認定した。

## 建築物
周立波故居、立波小街、清渓姉妹井
全国人民代表大会常務委員会副委員長の呉階平が「周立波故居」と直筆の扁額を贈った。

## ギャラリー
- 周立波故居
- 周立波の寝室
- 立波小街
- 周立波故居の私塾
- 清渓姉妹井

- 堂屋の周立波の胸像
- 周立波の胸像